# انتخابات الرئاسة التشيلية 1946
انتخابات الرئاسة التشيلية 1946 هي الانتخابات الرئاسية التي جرت في 1946، في تشيلي، فاز بالانتخابات غابرييل غونزاليز.